# Kathedraal van Lausanne
De Cathédrale Notre-Dame de Lausanne (Nederlands: Onze-Lieve-Vrouwekathedraal van Lausanne) is een kathedraal in Lausanne (Vaud, Zwitserland).

## Geschiedenis
De bouw van de kathedraal begon in 1175 en hij werd ingezegend in 1275, door paus Gregorius X. Tijdens de middeleeuwen kwamen veel pelgrims op de kathedraal af om te bidden voor de "Gouden Maagd", aan wie de kathedraal gewijd is. De toren diende toentertijd ook als wachttoren om over de stad te waken om branden en vijanden te herkennen. Van 10 uur 's avonds tot 2 uur 's nachts riep de wachter naar beneden de tijd: C'est le guet; il a sonné l'heure. Tot op heden wordt deze traditie voortgezet.
In 1536 verloor de kathedraal vanwege de Reformatie al zijn decoraties, waaronder altaren, beelden en schilderijen. De schat van de kathedraal werd gestolen en bevindt zich thans in het historisch museum van Bern.
In de 18e eeuw werd de kathedraal weer gedecoreerd met standbeelden, schilderijen en andere decoraties. In de 19e eeuw begon architect Eugène Viollet-le-Duc met een ingrijpende restauratie, die later gedeeltelijk weer ongedaan is gemaakt.

## Orgel
Het huidige orgel, gebouwd door C. B. Fisk, dateert uit december 2003 en is met 7000 pijpen een van de duurste kerkorgels ter wereld. Het is de eerste orgel dat alle vier de orgelstijlen omvat (klassiek Frans, symfonisch Frans, romantisch Frans en Noord-Duits barok) en het eerste orgel in Europa dat door een Amerikaans bedrijf gebouwd is.

## Foto's

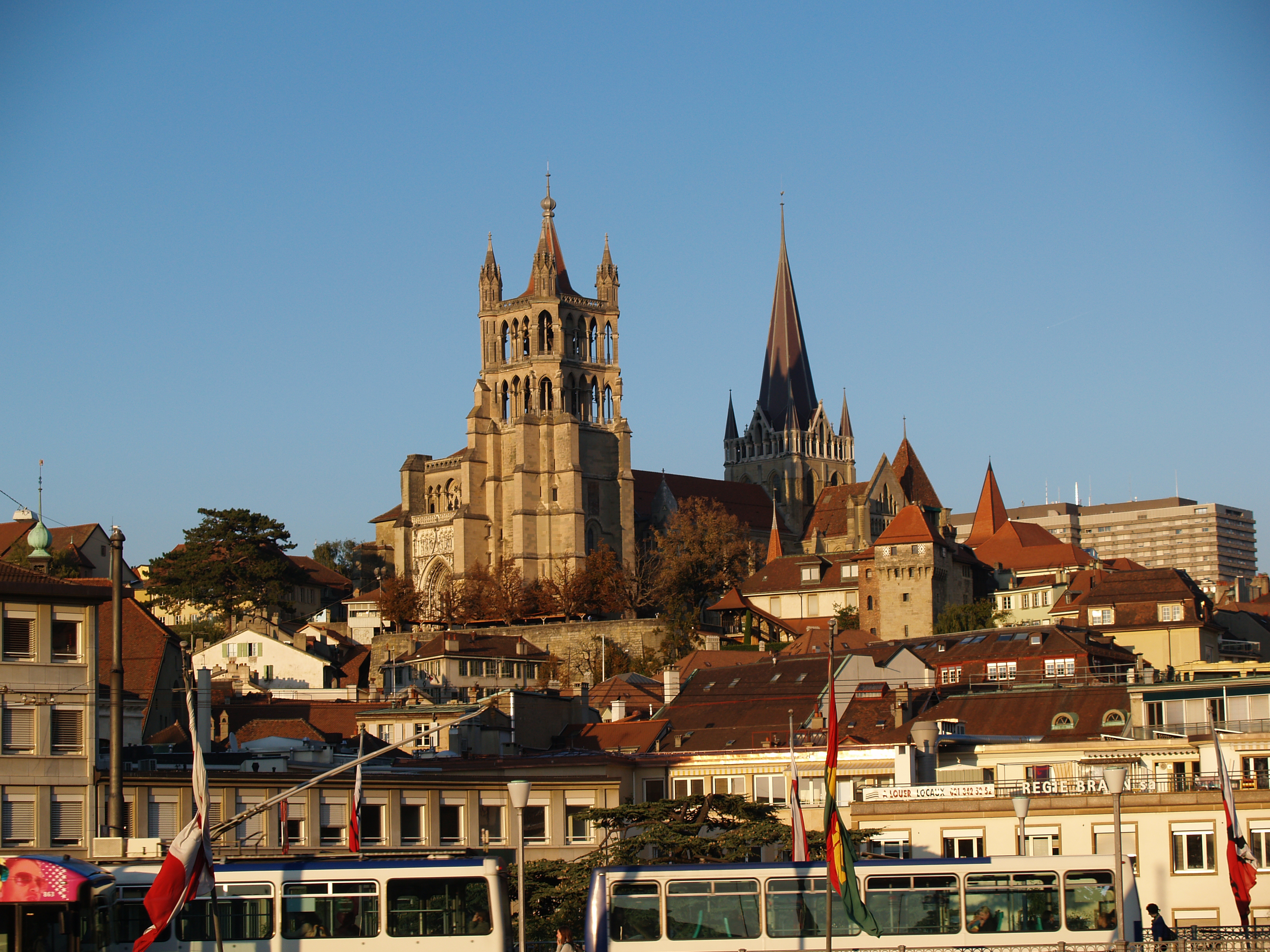
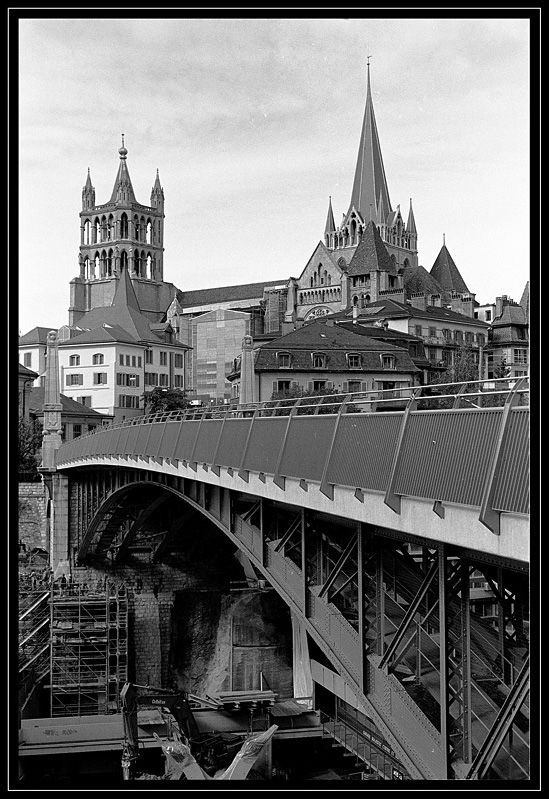
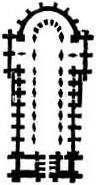
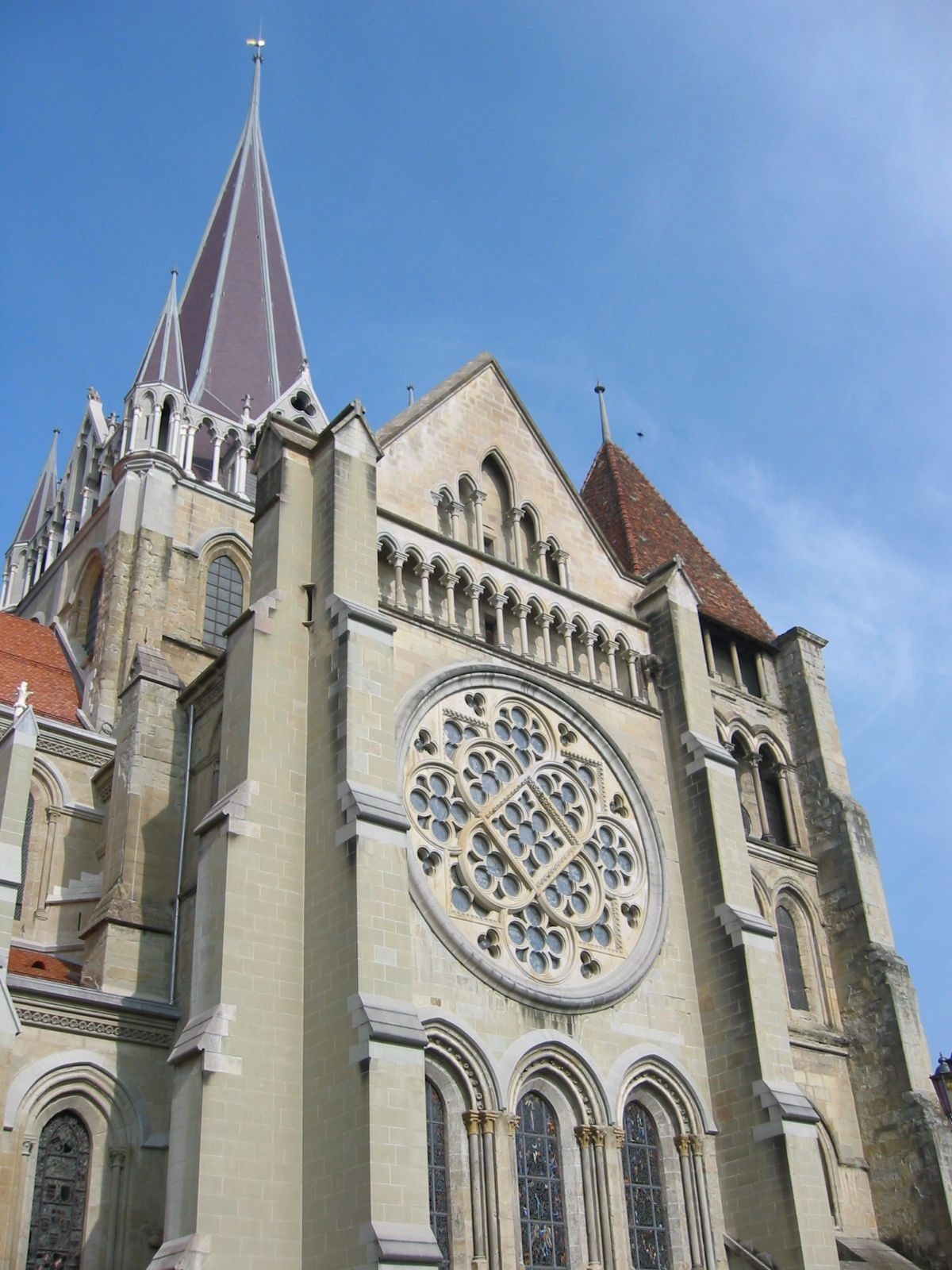
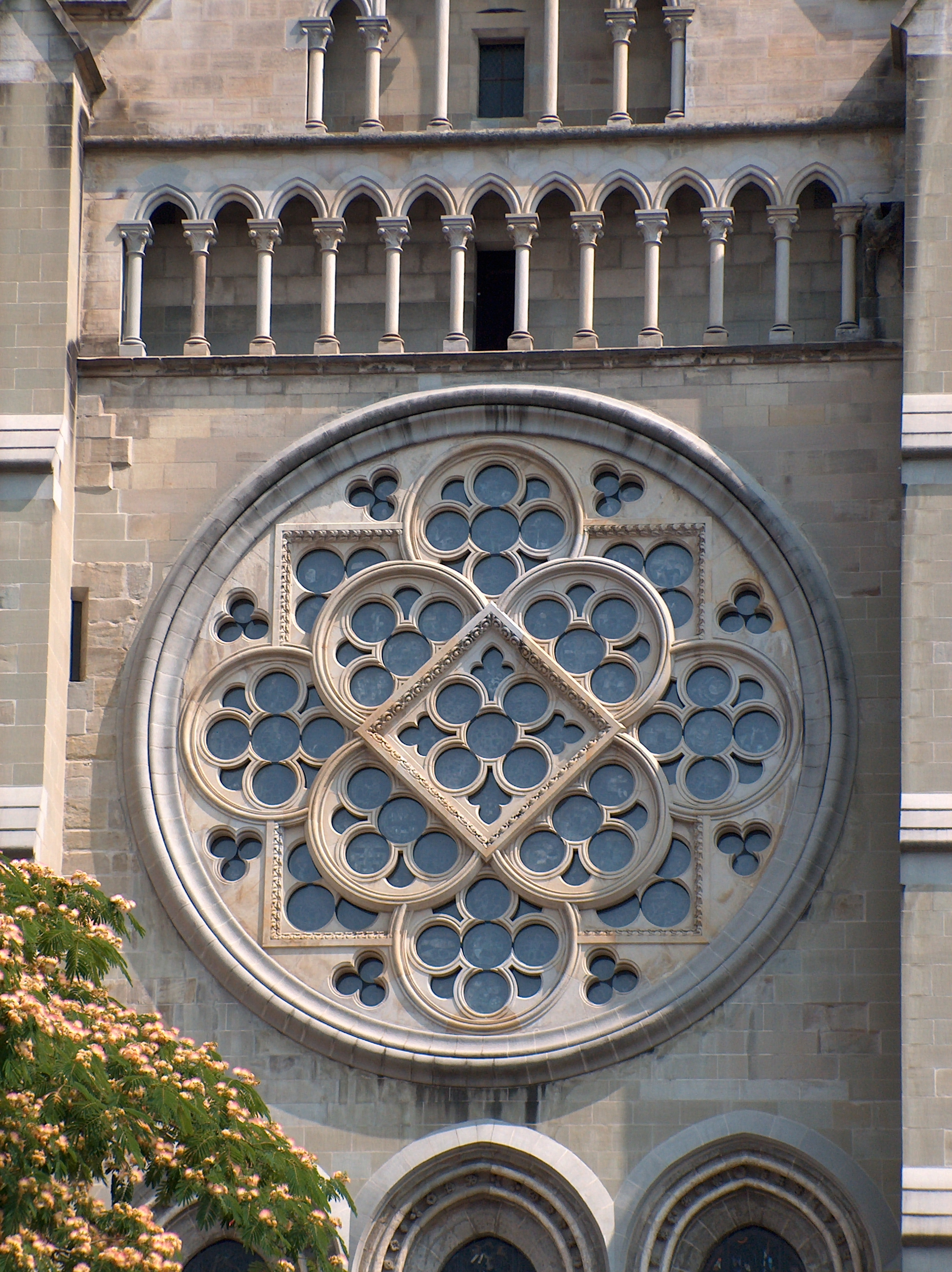
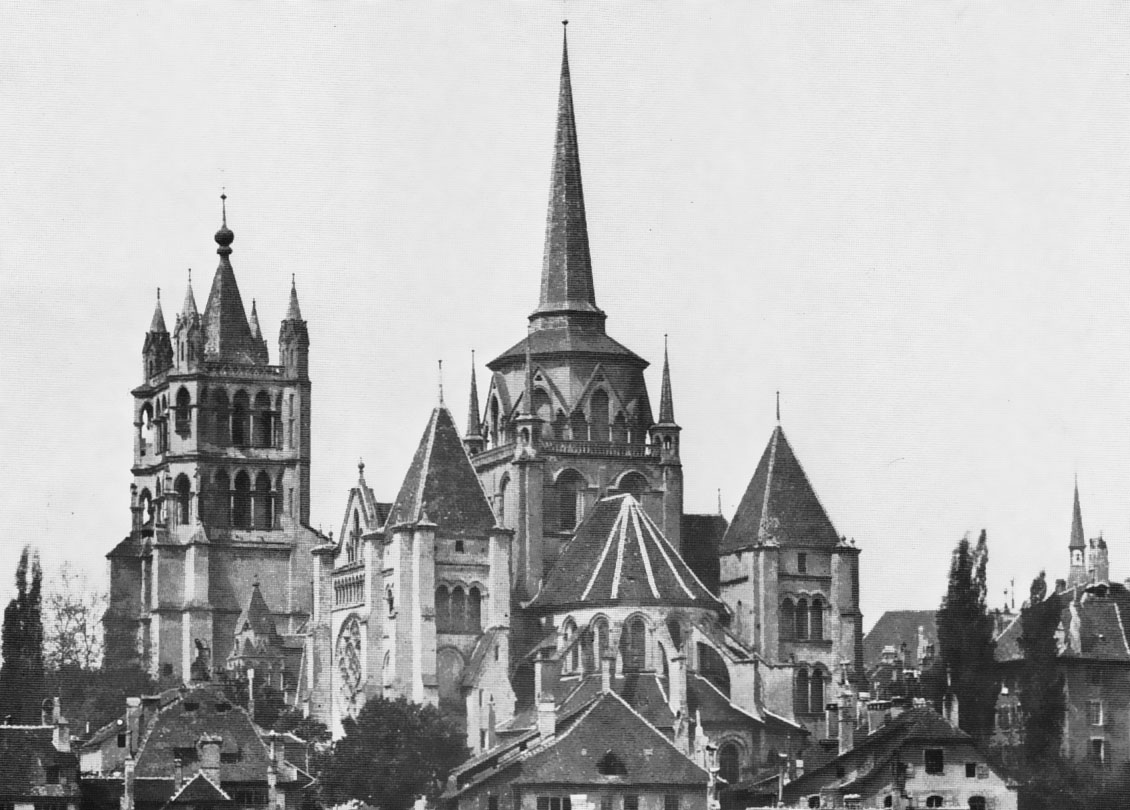
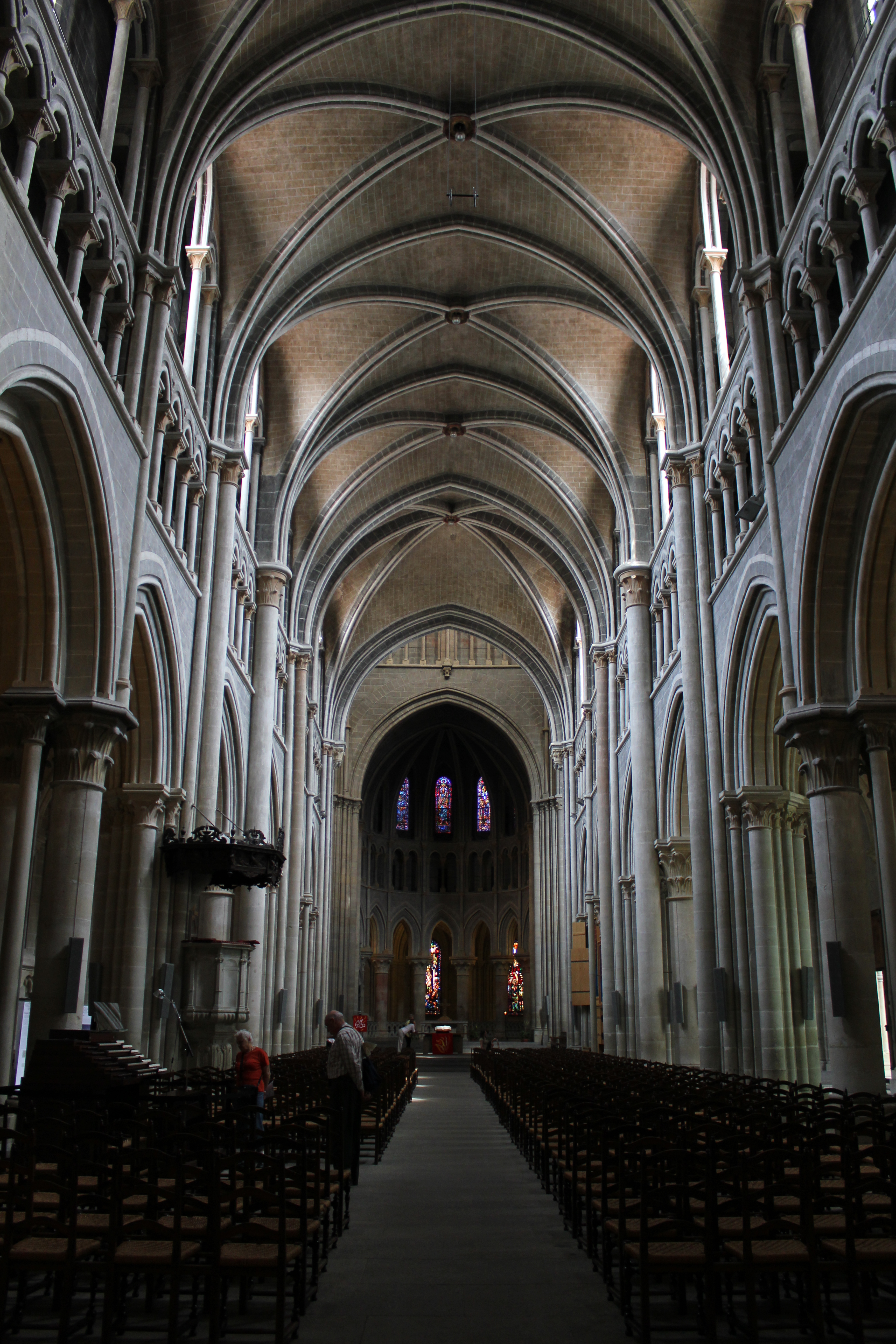
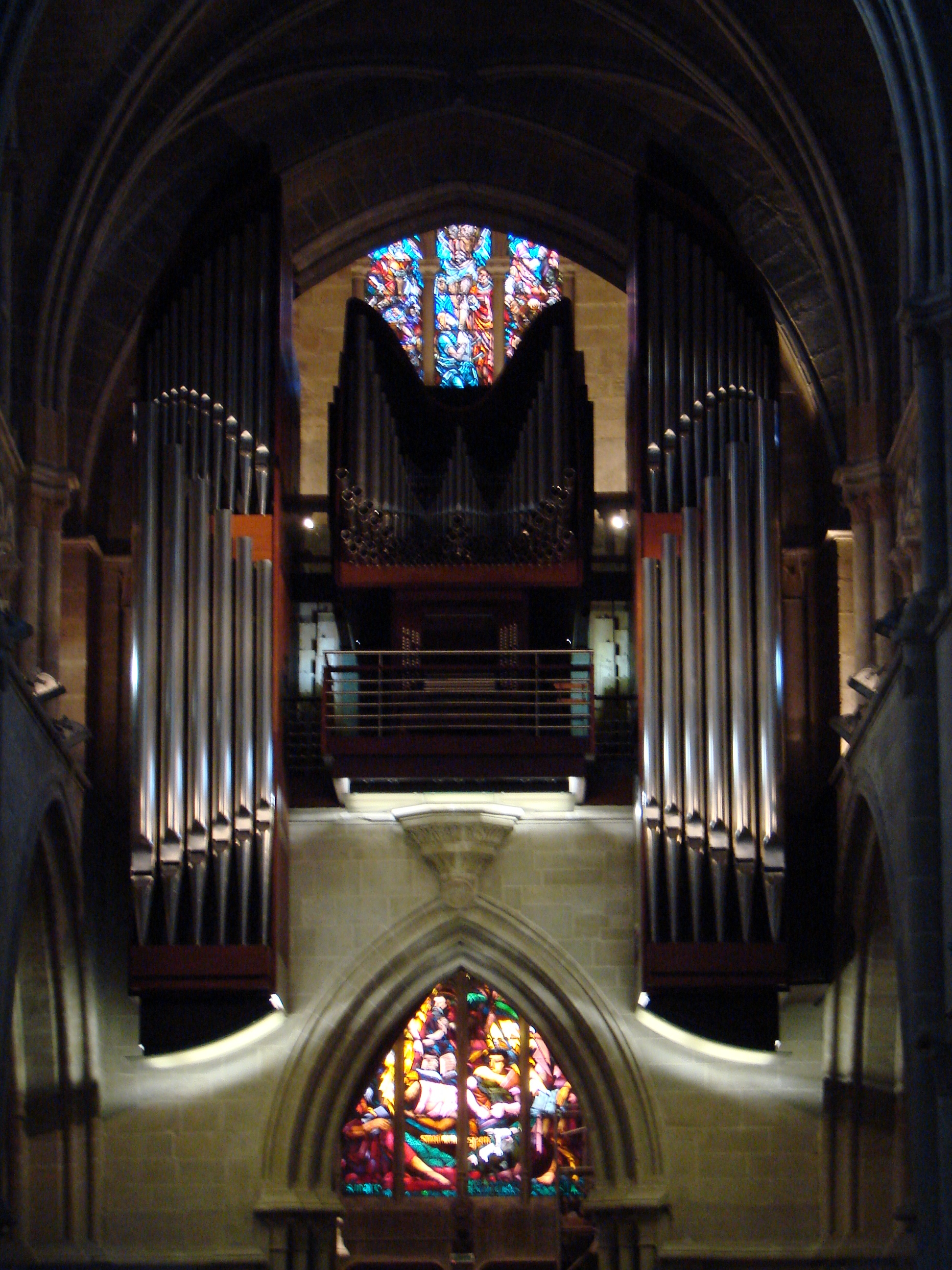

- Bibsys: 1707990464687
- CiNii: DA09788567
- Gemeinsame Normdatei: 4074052-3
- Library of Congress Control Number: nr93000107
- MusicBrainz: 70a70d3b-fbfd-4c9c-b809-3f44434d55b6
- Nationale Bibliotheek van Tsjechië: xx0271634
- Réseau des bibliothèques de Suisse occidentale: 02-A005497472
- Virtual International Authority File: 151713143